# TVI 24
 TVI24, pour Televisão Independente 24 Horas, était une chaîne de télévision portugaise d'information en continu. Elle était une des trois chaînes d'information en continu portugaises, aux côtés de ses concurrentes SIC Notícias et RTP 3.

## Histoire
Elle est créée le 26 février 2009, pour les 16 ans de TVI.

## Identité visuelle

Logo de TVI 24 du 26 février 2009 au 9 janvier 2012.
Logo de TVI 24 du 9 janvier 2012 au 29 février 2016.
Logo de TVI 24 depuis le 20 février 2017.

## Diffusion
Initialement diffusée en exclusivité sur le réseau ZON TVCabo, sa diffusion a été élargie à d'autres opérateurs (Meo, Vodafone, Cabovisão). Elle est disponible chez tous ces opérateurs sur le canal 7.